# 骨髄検査
骨髄検査（英：Bone marrow examination）とは、骨髄を穿刺して骨髄液（骨髄血）を吸引する「骨髄穿刺」（英：Bone marrow aspiration）、または骨組織を含む造血組織を採取する「骨髄生検」（英：Bone marrow biopsy）の方法によって行われる造血組織の検査である。ドイツ語のKnochenmark（クノッヘンマルク：骨髄）から、医療業界用語（略語）ではマルクと呼ばれる。
主として血液疾患の検査のために行われる。末梢血は骨髄で産出された血液細胞で構成されるが、同等のものではない。血液疾患の原因あるいは状態を探る為には、造血の場である骨髄の状態を知ることが必要になることが多い。

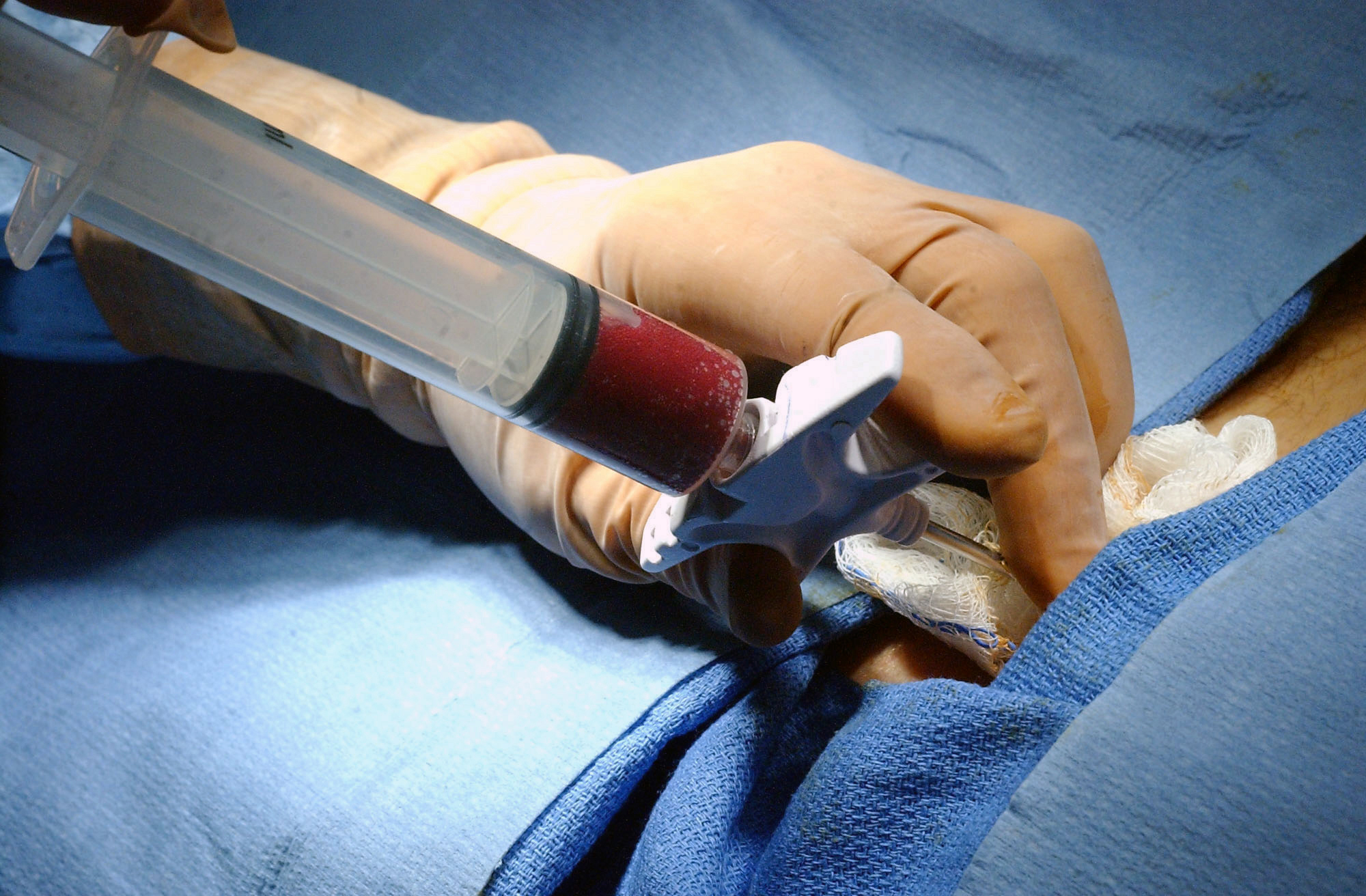
骨髄液採取、ただし写真は骨髄移植の為の骨髄液採取であり大量に採取する必要がある。検査目的で採取する骨髄液はごく少量である

## 検査の対象になる骨髄
骨髄には造血機能を有している赤色骨髄と造血機能を失い主に脂肪で構成される黄色骨髄があるが、通常骨髄検査は血液造血組織および細胞の状態を調べることが目的であり、骨髄検査の対象はもっぱら赤色骨髄である。
造血を行う赤色骨髄は幼児期は全身の骨に存在するが、加齢と共に四肢の骨の造血機能は失われ黄色骨髄に置き換わる。
25歳を過ぎた成人では体躯の骨にほとんどの赤色骨髄が存在する。
したがって成人では検査用の骨髄は採取しやすく大量の骨髄が存在する腸骨もしくは胸骨から採取する。
胸骨は穿刺箇所の皮下組織が薄く、平板であり採取し易い。また腸骨に比べ細胞密度が濃いためより良い標本が採取できる。しかし心臓に近いため、事故の際には重大なことになる可能性がある。

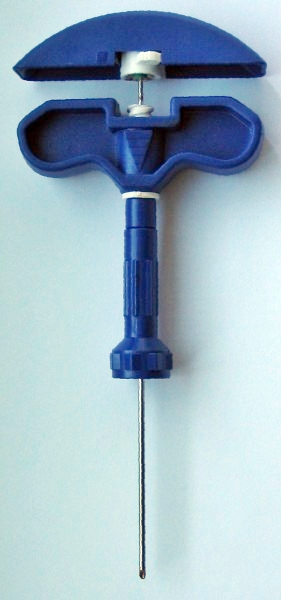
骨髄生検針

骨髄生検を同時に行うときは腸骨から採取する。
小児では脛骨前面から採取することもある。

## 骨髄穿刺

### 骨髄穿刺の概要
骨髄液（骨髄血）を採取し骨髄塗末標本を作り、骨髄液内の細胞の形態学的観察を行う。
あるいは、細胞免疫学的マーカーや遺伝子検査も行うこともある。

### 骨髄穿刺の方法
施設・術者によるが、穿刺を行う医師と骨髄液の処理を行う検査技師のペアで行うことが多い。
穿刺箇所を消毒後、皮膚、皮下組織、骨膜（骨の表面の膜）を局所麻酔する。
麻酔後、骨髄穿刺針を骨表面に垂直に立て回転させながら針を進める。
骨髄穿刺針は2重構造になっており、外筒と内針で構成され内針は抜けるようになっている。
十分に骨髄穿刺針が骨髄内に達したら、内針を抜き、ディスポシリンジを外筒にセットし骨髄液を吸引する。
採取後は採取箇所に十分な圧迫をかけ止血する。

## 骨髄生検

### 骨髄生検の概要
骨髄穿刺で採取するのは骨髄液であり、骨髄のそのままの状態ではない。
したがって正確な骨髄細胞密度や病理組織学的検査の為に、骨髄内骨組織を含めてそのまま骨髄組織を採取する。
骨髄生検は腸骨で行う。

### 骨髄生検の方法
骨髄生検針も骨髄穿刺針と同様に2重針になっており、針先端が骨皮質に達する所までの方法は骨髄穿刺と同等である。
骨髄生検針が骨皮質を貫通したら、内針を抜き、外筒をそのまま進め外筒内に骨髄組織片を収める。
その後、針を左右上下に動かして外筒内に入った組織を骨髄組織全体から折って切断し、骨髄組織が中に入っている状態で外筒を引き抜く。

## dry tap
ときに骨髄液吸引が不能の時がありdry tapと呼ばれる。
dry tapは多くの場合、骨髄の線維化など骨髄の異常が原因である。